# Francesco Camusso
Francesco Camusso (Camiana, província de Torí, 9 de març de 1908 - Torí, 23 de juny de 1995) va ser un ciclista italià que fou professional entre 1929 i 1938.
Els millors resultats els va obtenir al Giro d'Itàlia. Guanyà l'edició de 1931, primera en la què es va fer entrega del mallot rosa al líder de la classificació general i fou segon el 1934. En ambdues edicions guanyà una etapa. També guanyà tres etapes al Tour de França.

## Palmarès
- 1930
  - 1r de la Copa Martini-Rossi
  - 1r de la Milà-Savona
- 1931
  -  1r del Giro d'Itàlia i vencedor d'una etapa
  - Vencedor d'una etapa al Giro de Campània
- 1932
  - Vencedor d'una etapa al Tour de França
- 1933
  - 1r del Circuit de Chieri
  - Vencedor d'una etapa a la París-Niça
- 1934
  - Vencedor d'una etapa al Giro d'Itàlia
  - Vencedor d'una etapa a la Volta a Suïssa i 1r de la classificació de la muntanya
- 1935
  - Vencedor d'una etapa al Tour de França
- 1937
  - 1r del Gran Premi de Niça
  - Vencedor d'una etapa al Tour de França
- 1938
  - 1r de la cursa Niça-Mont Agel.

### Resultats al Giro d'Itàlia
- 1930. Abandona (15a etapa)
- 1931.  1r de la classificació general i vencedor d'una etapa
- 1932. Abandona (7a etapa)
- 1933. Abandona (2a etapa)
- 1934. 2n de la classificació general i vencedor d'una etapa
- 1935. Abandona (17a etapa)
- 1936. 36è de la classificació general
- 1937. Abandona (3a etapa)
- 1938. Abandona (18a etapa)

### Resultats al Tour de França
- 1931. Abandona (10a etapa)
- 1932. 3r de la classificació general i victòria d'una etapa
- 1933. Abandona (11a etapa)
- 1935. Abandona (15a etapa) i vencedor d'una etapa
- 1936. Abandona
- 1937. 4t de la classificació general i victòria d'una etapa